# Libyan Division I Basketball League
La Libyan Division I Basketball League è il massimo campionato di pallacanestro del Sudafrica. È organizzata dalla Libyan Arab Basketball Federation (LABF). La lega è stata fondata nel 1964 e vede attualmente la partecipazione di 14 squadre da tutta la nazione.
La squadra che si aggiudica il titolo nazionale ottiene l'accesso al torneo di qualificazione della Basketball Africa League.

## Storia
La Libyan Division I Basketball League ha avuto inizio nella stagione 1964-1965, quando si svolse la prima edizione del campionato concluso con la vittoria dell'Al Ittihad Tripoli. Proprio l'Al-Ittihad si è affermato come la squadra più titolata della lega, avendo conquistando 17 campionati.L'Al-Ahli Tripoli segue con 8 titoli vinti, l'ultimo dei quali ottenuto al termine della stagione 2023-2024.
Il campionato si è svolto quasi ininterrottamente dalla stagione 1964-1965 fino alla stagione 2010-2011; successivamente lo scoppio della Prima guerra civile in Libia, tra 2011 e 2013, e poi  della Seconda guerra civile in Libia, tra il 2014 ed il 2020, hanno causato la sospensione della lega per varie stagioni. Infatti vennero giocate, tra il 2011 ed il 2020, solo tre edizioni del campionato: la stagione 2013-14 che vide la vittoria dell'Al-Ahli Tripoli, e quelle 2016-17 e 2017-18 in cui, in entrambe le edizioni, trionfò l'Al-Nasr Bengasi.
La Libyan Division I Basketball League ha ripreso ha svolgersi nuovamente con regolarità dalla stagione 2020-2021, con l'Al-Ahli Tripoli che si è assicurato la vittoria del sesto campionato della sua storia al termine dell'edizione.

## Squadre partecipanti
Alla stagione 2024-2025 della Libyan Basketball League prenderanno parte 14 squadre, che nella prima fase del campionato verranno divise in due gironi in base alla loro posizione geografica.
| Squadra          | Città       |
| Regione Est      | Regione Est |
| ---------------- | ----------- |
| Al-Ahly Bengasi  | Bengasi     |
| Al-Nasr Bengasi  | Bengasi     |
| Al-Hilal Bengasi | Bengasi     |
| Al Morog         | al-Marj     |
| Ittihad Al-Marj  | al-Marj     |
| Silphium SC      | Bengasi     |

| Squadra            | Città         |
| Regione Ovest      | Regione Ovest |
| ------------------ | ------------- |
| Al-Ahly Tripoli    | Tripoli       |
| Al-Ittihad Tripoli | Tripoli       |
| Al-Madina Tripoli  | Tripoli       |
| Al Shabab Tripoli  | Tripoli       |
| Belkhair SC        | Tripoli       |
| Tripoli University | Tripoli       |
| Al Eshaa SC        | Tripoli       |
| Abo Slim Tripoli   | Tripoli       |

## Albo d'oro
| Stagione  | Campioni           | Secondo posto      |
| 1964-1965 | Al-Ittihad Tripoli | Sconosciuto        |
| 1965-1966 | Al-Ittihad Tripoli | Sconosciuto        |
| 1966-1967 | Al-Ittihad Tripoli | Sconosciuto        |
| 1967-1968 | Al-Ahly Tripoli    | Sconosciuto        |
| 1968-1969 | Al-Ahly Tripoli    | Sconosciuto        |
| 1969-1970 | Al-Madina Tripoli  | Sconosciuto        |
| 1970-1971 | Al-Ahly Tripoli    | Sconosciuto        |
| 1971-1972 | Non disputato      | Non disputato      |
| 1972-1973 | Non disputato      | Non disputato      |
| 1973-1974 | Al-Madina Tripoli  | Sconosciuto        |
| 1974-1975 | Al-Madina Tripoli  | Sconosciuto        |
| 1975-1976 | Al Morog           | Sconosciuto        |
| 1976-1977 | Al Morog           | Sconosciuto        |
| 1977-1978 | Non disputato      | Non disputato      |
| 1978-1979 | Non disputato      | Non disputato      |
| 1979-1980 | Non disputato      | Non disputato      |
| 1980-1981 | Tripoli Municipal  | Sconosciuto        |
| 1981-1982 | Non disputato      | Non disputato      |
| 1982-1983 | Al-Wahda Tripoli   | Sconosciuto        |
| 1983-1984 | Al-Hilal Bengasi   | Sconosciuto        |
| 1984-1985 | Non disputato      | Non disputato      |
| 1985-1986 | Al-Ahly Tripoli    | Sconosciuto        |
| 1986-1987 | Al-Wahda Tripoli   | Sconosciuto        |
| 1987-1988 | Al-Ittihad Tripoli | Sconosciuto        |
| 1988-1989 | Al-Ittihad Tripoli | Sconosciuto        |
| 1989-1990 | Al-Ittihad Tripoli | Sconosciuto        |
| 1990-1991 | Al-Ittihad Tripoli | Sconosciuto        |
| 1991-1992 | Al-Ittihad Tripoli | Sconosciuto        |
| 1992-1993 | Al-Ittihad Tripoli | Sconosciuto        |
| 1993-1994 | Al-Ittihad Tripoli | Sconosciuto        |
| 1994-1995 | Non disputato      | Non disputato      |
| 1995-1996 | Al Morog           | Sconosciuto        |
| 1996-1997 | Al-Madina Tripoli  | Sconosciuto        |
| 1997-1998 | Al-Madina Tripoli  | Sconosciuto        |
| 1998-1999 | Al-Ittihad Tripoli | Sconosciuto        |
| 1999-2000 | Al-Ittihad Tripoli | Sconosciuto        |
| 2000-2001 | Al-Ahly Tripoli    | Sconosciuto        |
| 2001-2002 | Al-Ittihad Tripoli | Sconosciuto        |
| 2002-2003 | Al-Ittihad Tripoli | Al-Hilal Bengasi   |
| 2003-2004 | Al-Ittihad Tripoli | Al-Nasr Bengasi    |
| 2004-2005 | Al Morog           | Al Shabab Tripoli  |
| 2005-2006 | Al-Ittihad Tripoli | Al Shabab Tripoli  |
| 2006-2007 | Al Shabab Tripoli  | Al-Nasr Bengasi    |
| 2007-2008 | Al-Ittihad Tripoli | Al-Ahly Tripoli    |
| 2008-2009 | Al-Nasr Bengasi    | Al-Ittihad Tripoli |
| 2009-2010 | Al-Ahly Bengasi    | Al Shabab Tripoli  |
| 2010-2011 | Al-Ahly Bengasi    | Al-Ahly Tripoli    |
| 2011-2012 | Non disputato      | Non disputato      |
| 2012-2013 | Non disputato      | Non disputato      |
| 2013-2014 | Al-Ahly Tripoli    | Al-Ittihad Tripoli |
| 2014-2015 | Non disputato      | Non disputato      |
| 2015-2016 | Non disputato      | Non disputato      |
| 2016-2017 | Al-Nasr Bengasi    | Al-Ahly Tripoli    |
| 2017-2018 | Al-Nasr Bengasi    | Al-Ahly Tripoli    |
| 2018-2019 | Non disputato      | Non disputato      |
| 2019–2020 | Non disputato      | Non disputato      |
| 2020-2021 | Al-Ahly Tripoli    | Al-Ittihad Tripoli |
| 2021-2022 | Al-Ahly Tripoli    | Al-Nasr Bengasi    |
| 2022-2023 | Al-Ahly Bengasi    | Al-Ahly Tripoli    |
| 2023-2024 | Al-Ahly Tripoli    | Al-Ahly Bengasi    |
| 2024-2025 | Al-Ahly Bengasi    | Al-Ahly Tripoli    |

## Vittorie per club
| Squadra            | Vittorie | Secondi posti | Stagioni vittoria | Stagioni secondo posto                               |
| ------------------ | -------- | ------------- | --- | ---------------------------------------------------- |
| Al-Ittihad Tripoli | 17       | 3             | 1964–65, 1965–66, 1966–67, 1987–88, 1988–89, 1989–90, 1990–91, 1991–92, 1992–93, 1993–94, 1998–99, 1999–00, 2001–02, 2002–03, 2003–04, 2005–06, 2007–08 | 2008–09, 2013–14, 2020-21                            |
| Al-Ahly Tripoli    | 8        | 6             | 1967–68, 1968–69, 1970–71, 2000–01, 2013–14, 2020-21, 2021–22, 2023-24                                                                                  | 2007–08, 2010–11, 2016–17, 2017–18, 2022–23, 2024–25 |
| Al-Madina Tripoli  | 5        | 0             | 1969–70, 1973–74, 1974–75, 1996–97, 1997–98 |                                                      |
| Al-Ahly Bengasi    | 4        | 1             | 2009–10, 2010–11, 2022–23, 2024–25 | 2023-24                                              |
| Al Morog           | 4        | 0             | 1975–76, 1976–77, 1995–96, 2004–05 |                                                      |
| Al-Nasr Bengasi    | 3        | 3             | 2008–09, 2016–17, 2017–18 | 2003–04, 2006–07, 2021–22                            |
| Al-Wahda Tripoli   | 2        | 0             | 1982–83, 1986–87 |                                                      |
| Al Shabab Tripoli  | 1        | 3             | 2006–07 | 2004–05, 2005–06, 2009–10                            |
| Al-Hilal Bengasi   | 1        | 1             | 1983–84 | 2002–03                                              |
| Tripoli Municipal  | 1        | 0             | 1980–81 |                                                      |